# Park Narodowy Grasslands
Park Narodowy Grasslands (ang. Grasslands National Park, fr. Parc national des Prairies) – park narodowy położony w południowo-zachodniej części prowincji, Saskatchewan w Kanadzie. Park został utworzony w 1981, na powierzchni 907 km².

## Fauna
Na terenie Parku Narodowego Grasslands występują m.in.: antylopa widłoroga, preriokur ostrosterny, pójdźka ziemna, jastrząb, grzechotnik.